# もっと!
『もっと!』は、秋田書店が発行する日本の季刊女性漫画雑誌。2012年（平成24年）6月18日創刊。『Eleganceイブ』の増刊扱いで、季刊発行・発売（全国書誌番号:01034897）。

## 概要
2012年6月18日、同日発行・同日発売の『もっと!』2012年準備号（『Eleganceイブ』7月25日増刊号：イブSpecial夏号）として創刊した。「読まなきゃ死んじゃう、わたしたち。」をキャッチコピーとしている。
単行本は同社「少年チャンピオン・コミックス・エクストラ もっと!」レーベルより刊行される。
同年12月17日発行のVol.1（『Eleganceイブ』2013年2月1日増刊号）以降、季刊発行され、2014年10月1日発行の通算9号をもって刊行を終了した。なお、最終号となった『motto! 2014 AUTUMN』は雑誌扱いではなく、単行本扱いでの刊行となっている。
本項における一覧では、『2012年Vol.1』から『2014年Vol.7』までを年度なし、創刊号の『2012年準備号』をVol.0、最終号の『motto! 2014 AUTUMN』をVol.8として簡略表記する。
単行本が少年誌レーベルであるように、レディースコミック雑誌の増刊ではあるが、女性向けの作品は少なく、少年漫画誌および青年漫画誌に近い誌面であった。
名義上の編集長は石井健太郎であるが、実質的は金城小百合がほぼ一人で編集していた。金城が2014年秋に小学館にヘッドハンティングされ秋田書店を退社したため、雑誌作りが不可能になり、休刊が決定した。

## 連載作品
- 花のズボラ飯（久住昌之・水沢悦子）Vol.0 - Vol.8 ※『Eleganceイブ』と並行連載 → 同誌に移籍[6]
- ヤコとポコ（水沢悦子）Vol.0 - Vol.8 → 『Eleganceイブ』に移籍[6]
- こくごの時間（雁須磨子）Vol.0 - Vol.8
- 私立ブルジョワ学院女子高等部・外部生物語（三島衛里子）Vol.0 - Vol.8
- おとろし（カラスヤサトシ）Vol.0 - Vol.8
- 暁の明星（きづきあきら+サトウナンキ）Vol.1 - Vol.8
- カラスヤポータルZ（カラスヤサトシ）Vol.1 - Vol.8 → 『チャンピオンクロス』に移籍[6]
- 溶解教室（伊藤潤二）Vol.2 - Vol.8
- HELP（内水融）Vol.7 - Vol.8 → 『チャンピオンクロス』に移籍[6]（移籍に伴い『サエイズム』に改題）
- 榎本俊二のカリスマ育児（榎本俊二）Vol.5 - Vol.8 → 『フォアミセス』に移籍[6]
- 空想少女（さと）Vol.5 - Vol.8 → 『Champion タップ!』に移籍[6]
- それでも世界を崩すなら（陸野二二夫）Vol.6 - Vol.8 → 『Champion タップ!』に移籍[6]

## 連載終了作品
- 海風レイル（青木俊直）Vol.1 - Vol.4
- 恋と病熱（磯谷友紀）Vol.3 - Vol.7
- サナギさん（施川ユウキ）Vol.2 - Vol.7 ※『Champion タップ!』と並行連載
- 新月を左に旋回（衿沢世衣子）Vol.1 - Vol.6
- ゼロ式（伊藤七つ生）Vol.2 - Vol.7
- ちーちゃんはちょっと足りない（阿部共実）Vol.2 - Vol.6
- てっぺんまででいいですか?（花津ハナヨ）Vol.0 - Vol.2
- フラグタイム（さと）Vol.2 - Vol.3 → 『Champion タップ!』に移籍
- Blood Orange Juice（オカヤイヅミ）Vol.0 - Vol.1
- ホロビクラブ（クール教信者）Vol.2 - Vol.7
- ゆびさきエレジー（天堂きりん）Vol.1 - Vol.3
- コールド・ケース（石井光太、内水融）
- シェアハウス野川（タイム涼介）

## 短編掲載作品
- 十十虫は夢を見る（幹本ヤエ）Vol.0掲載 ※『ミステリーボニータ』掲載作品の番外編
- おまかせ! 噂のチキン☆ガール（函岬誉）Vol.0掲載
- 兄（サメマチオ）Vol.0掲載 ※再録（初出は宙出版『NextComicファースト』2009年7月1日）
- みちこの箱（サメマチオ）Vol.0掲載 ※再録（初出は宙出版『NextComicファースト』2009年8月17日配信）
- わっちゃんはふうりん（サメマチオ）Vol.0掲載
- ずれ（石黒正数）Vol.0掲載 ※再録（初出は秋田書店『Eleganceイブ』2012年2月号掲載）
- 窓（石黒正数）Vol.0掲載 ※再録（初出は秋田書店『Eleganceイブ』2012年2月号掲載）
- 魔法使いが逢いにきました（水城せとな）Vol.0掲載 ※再録（初出は秋田書店『月刊プリンセス』2006年5月号掲載）
- 石喰う男（カラスヤサトシ）Vol.0掲載 ※再録（初出はマガジンハウス『石喰う男』単行本）
- クリムゾン・キングの宮殿（カラスヤサトシ）Vol.0掲載 ※再録（初出はマガジンハウス『石喰う男』単行本）
- 約束（カラスヤサトシ）Vol.0掲載 ※再録（初出はマガジンハウス『石喰う男』単行本）
- 難攻不落商店街（衿沢世衣子）Vol.0掲載
- シネマコンプレックス七変化（衿沢世衣子）Vol.0掲載
- 鍛錬!ピンヒールマジック（衿沢世衣子）Vol.0掲載
- 変身ものがたり〜毛玉〜（渡辺ペコ）Vol.0掲載 ※再録（初出は秋田書店『変身ものがたり』単行本）
- 海を聞かせて（天堂きりん）Vol.0掲載 ※再録（初出は秋田書店『性春のキズナ』単行本）
- cocoon（今日マチ子）Vol.0掲載 ※再録（初出は秋田書店『cocoon』単行本）
- サンタが来なくなった日（サメマチオ）Vol.1掲載
- 画太郎 cover☆girl（漫☆画太郎）Vol.2掲載
- 御陵小学校戦争（道満晴明）Vol.2掲載
- 秋桜（花沢健吾）Vol.2掲載